# عید من و تو (آلبوم مهستی و هایده)
آلبوم عید من و تو یک آلبوم استودیویی مشترک با صدای مهستی و هایده است که در سال ۱۳۶۱ خورشیدی (۱۹۸۲میلادی) توسط شرکت پارس ویدیو روی نوار کاست به شماره ۵۰۷ منتشر شده است.
آلبوم عید من و تو یک آلبوم استودیویی مشترک با صدای مهستی و هایده است که در سال ۱۳۶۱ خورشیدی (۱۹۸۲ میلادی) توسط شرکت پازارگارد به شماره یک بر روی نوار کاست منتشر شده است. این کاست در سالهای بعد با تغییر اندکی توسط شرکت پارس ویدیو روی نوار کاست به شماره ۵۰۷ منتشر شده است.

## فهرست ترانه‌ها
در نسخه‌ی نخستین آلبوم «عید من و تو» ۶ ترانه و آهنگ بر روی اول و روی دوم نوار کاست ضبط شده است، که مشخصات آن‌ها بر اساس توضیحات روی جلد نسخه‌ی نخستین و نسخه شرکت پارس‌ویدیو به شرح زیر است:
| روی نوار | شماره | نام ترانه          | خواننده | ترانه‌سرا      | آهنگساز       | تنظیم‌کننده    | مدت (دقیقه) |
| -------- | ----- | ------------------ | ------- | ------------- | ------------- | ------------- | ----------- |
| روی اول  | ۱     | تو ای عشق          | مهستی   | مسعود امینی   | سورن          | سورن          | ۴:۱۵        |
| روی اول  | ۲     | کی می‌دونه          | هایده   | مسعود امینی   | حسن شماعی‌زاده | حسن شماعی‌زاده | ۵:۲۲        |
| روی اول  | ۳     | تو بزن تا من برقصم | مهستی   | بیژن سمندر    | صادق نوجوکی   | صادق نوجوکی   | ۳:۱۴        |
| روی دوم  | ۱     | عید من و تو        | مهستی   | محمد حیدری    | محمد حیدری    | محمد حیدری    | ۳:۲۶        |
| روی دوم  | ۲     | مستی‌ام             | مهستی   | اردلان سرفراز | فریدون خشنود  | (اجرای بزمی)  | ۵:۴۵        |
| روی دوم  | ۳     | آهنگ موزون         | بیکلام  | -             | محلی قوچانی   | سورن          |             |

## توضیحات ترانه‌های آلبوم

### تو ای عشق
- بازنشرهای ترانه‌ی تو ای عشق:

1. نوار کاست عید من و تو شرکت پارس ویدیو (سال انتشار دقیق مشخص نیست)
2. کاست زندگی نشر شرکت ترانه در سال ۱۳۶۴
3. سی‌دی "تو بزن تا من برقصم" نشر شرکت ترانه در سال ۱۳۷۸
4. آلبوم "سراب عشق" نشر شرکت پارس‌ویدیو در سال ۱۳۷۵

### تو بزن تا من برقصم
- تنظیم کننده نخست ترانه‌ی «تو بزن تا من برقصم» ناصر چشم‌آذر می‌باشد، در صفحه رسمی صادق نوجوکی هم نام ناصر چشم‌آذر به عنوان تنظیم کننده این ترانه آمده است[۳] ولی در این آلبوم، اجرای دوم ترانه «تو بزن تا من برقصم» با تنظیم صادق نوجوکی گنجانده شده است. متأسفانه تاکنون نسخه‌ی کامل و باکیفیتی از تنظیم ناصر چشم‌آذر یافت نشده است.
- بازنشرهای ترانه‌ی «تو بزن تا من برقصم»:

1. نوار کاست عید من و تو شرکت پارس ویدیو (سال انتشار دقیق مشخص نیست)
2. کاست "تو بزن تا من برقصم" نشر شرکت ترانه در سال‌ ۱۳۶۴
3. سی‌دی "تو بزن تا من برقصم" نشر شرکت ترانه در سال ۱۳۷۸
4. آلبوم "سراب عشق" نشر شرکت پارس‌ویدیو در سال ۱۳۷۵

### مستی‌ام/مستی
- ترانه‌ی مستی منتشر شده در این کاست، اجرای بزمی سال ۱۳۵۵ - ۱۳۵۴ در منزل حبیب‌الله بدیعی است.
- بر اساس مصاحبه‌های اردلان سرفراز، ترانهٔ «مستی» در سال ۱۳۴۷ وقتی او سال اول دانشگاه را می‌گذارند، سروده شده است ولی سال‌ها بعد از مشهور شدن او با ترانه‌هایی مثل دو پنچره، منو گنجشک‌ها و جاده، شعر به‌صورت اتفاقی و بدون اطلاع او به دست فریدون خشنود، آهنگساز می‌رسد و در سال ۱۳۵۴ خورشیدی[۴] با صدای هایده اجرا می‌شود که بسیار مورد استقبال قرار می‌گیرد.[۵][۶]
- در توضیحات پشت جلد نوار کاست زندگی، نام آهنگساز ترانهٔ مستی به‌جای «فریدون خشنود» به اشتباه، «محمد حیدری» درج شده است.

### آهنگ موزون (گل پسته)
- آهنگ موزون گنجانده شده در این آلبوم، قطعه‌ای بنام «گل پسته» است که در سال ۱۳۶۱ در اجرای تصویری سورن در استودیو و توسط کمپانی پارس‌ویدیو ضبط شد و در این آلبوم گنجانده شد.
- قطعه‌ «گل پسته» که ملودی محلی قوچانی دارد، در دهه ۳۰ خورشیدی با عنوان لیمو پستون با شعری از پرویز وکیلی و با صدای روانبخش توسط ارکستر سورن بازسازی، تنظیم و منتشر شده است. این قطعه بر روی صفحه ۴۵دور با شماره کاتالوگ RT 487 و شماره ماتریکس (قالب) AJ 731 با لیبل رویال و همچنین با لیبل ایران گرام (Iran Gram) به شماره شماره کاتالوگ 62-IG-508 و شماره ماتریکس (قالب) SIN 510 A منتشر شده است[۷].
- این قطعه در آلبوم "سراب عشق" نشر شرکت پارس‌ویدیو در سال ۱۳۷۵ بازنشر شده است.
- در بازنشر آلبوم توسط شرکت پارس ویدیو این آهنگ بیکلام به آهنگ بندری تغییر یافته است.